# شركة أميغا
أميغا هي شركة إلكترونية وتقنية وهي تملك حقوق الملكية الفكرية المرتبطة بأجهزة أميغا الشخصية، تنتج الشركة أجهزة كمبيوتر شخصي واقراص ونظام تشغيل وبعض المنتجات المتعلقة بالتقنية